# Lopagno

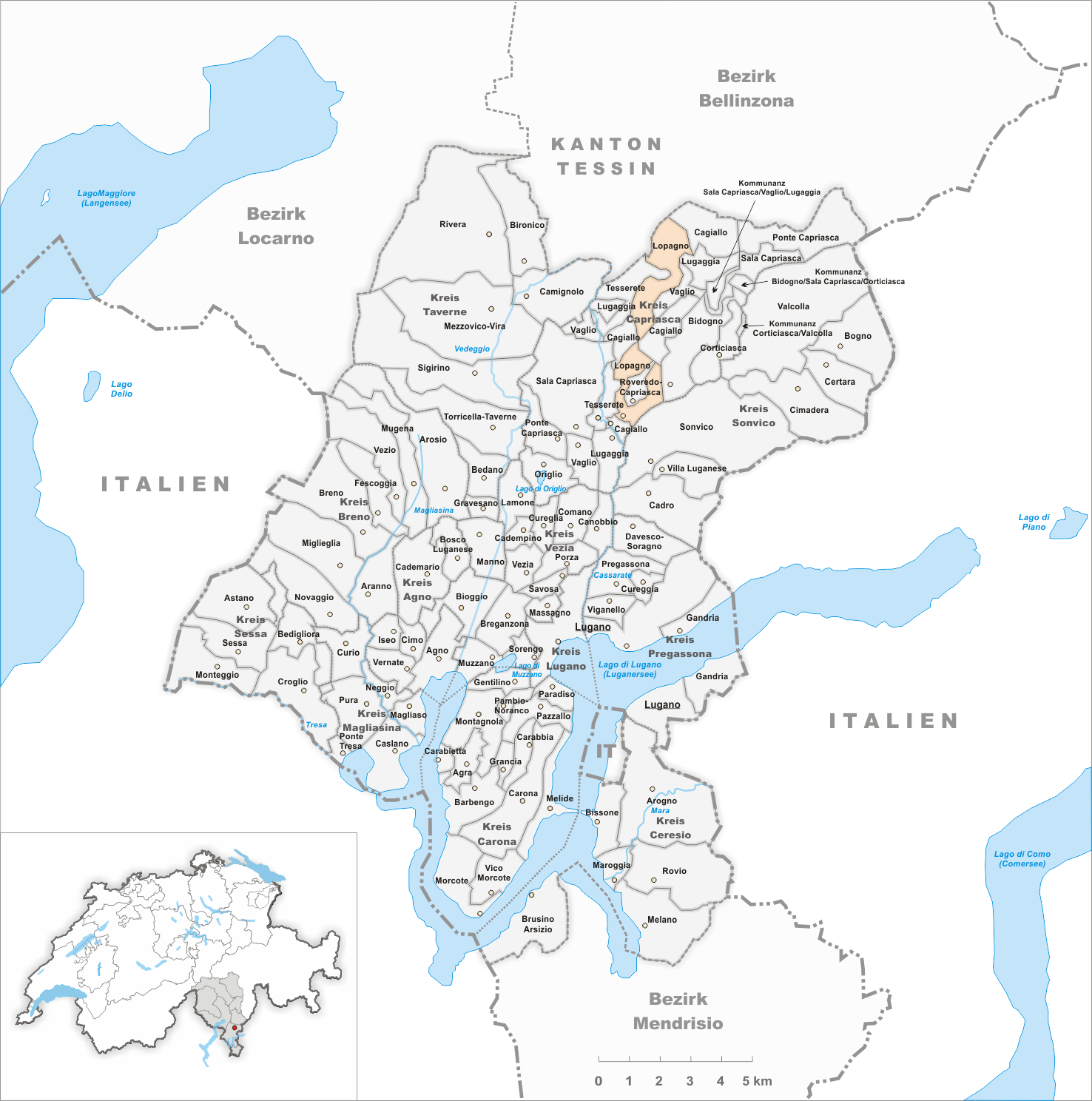
Gemeindestand vor der Fusion am 15. Oktober 2001

Lopagno ist eine ehemalige politische Gemeinde im Kreis Capriasca, Bezirk Lugano des Kantons Tessin in der Schweiz.

## Geographie
Das Dorf liegt auf 595 m ü. M. im Val Capriasca und am Eingang ins Val Colla (Tal), neun Kilometer nördlich des Bahnhofs Lugano. Die Gemeinde enthält die Fraktionen Somazzo, Treggia und Scampo.

## Geschichte
Eine erste Erwähnung findet das Dorf im Jahre 1335 unter dem damaligen Namen Lopagnio. Es bildet mit Cagiallo und Campestro seit 1348 eine vicinia mit einer auf das Mittelalter zurückgehenden Gütergemeinschaft.
Am 15. Oktober 2001 wurde sie mit Tesserete, Campestro und der Fraktion Odogno, Cagiallo, Roveredo Capriasca, Sala Capriasca sowie Vaglio zur neuen Gemeinde Capriasca fusioniert. Lopagno bildet aber nach wie vor eine eigenständige Bürgergemeinde.

## Bevölkerung
Einwohnerzahlen: Volkszählungsdaten

## Sehenswürdigkeiten

### Sakrale Bauten
- Oratorium Sant’Apollonia, erbaut 1735, mit Gemälde von Sant’Apollonia (um 1600) und Ölgemälde der Verkündigung (Mitte 17. Jahrhundert)[6]
- Oratorium Madonna della Neve im Ortsteil Scampo[6]
- Oratorium Sant’Agata in der Fraktion Oggio (1757); Ölgemälde mit San Paolo di Tarso, Sant’Agata und Immacolata Concezione[6]
- Oratorium Sant’Antonio von Padua im Ortsteil Treggia (1752–1753), mit Fresko Sacra Famiglia e Santi Antonio da Padova und Carlo Borromeo des Kunstmalers Giovanni Battista Sertorio[6]
- Oratorium San Giovanni Bosco im Ortsteil Somazzo, erbaut 1935[6]

### Zivile Bauten
- Villa Janua (Istituto Don Luigi Orione) (1912), Architekt: Ernesto Quadri für den Reeder Gian Carlo Ageno aus Genua,[6] Sitz der Fondazione San Gottardo[7]

## Persönlichkeiten
- Giuseppe Lepori  (* 2. Juni 1902 in Massagno; † 6. September 1968 in Seravezza, von Oggio (Lopagno), heute Gemeinde Capriasca), Sohn des Giovanni, Schweizer Politiker (CVP), Journalist, Rechtsanwalt, er war 1927–1940 Tessiner Grossrat und 1928–1929 Gemeinderat in Massagno, seit 1940 Tessiner Staatsrat (1941, 1946, 1951 Präsident), 1954–1959 Bundesrat[8][9]